# Marc Guiu
Marc Guiu Paz (ur. 4 stycznia 2006 w Granollers) – hiszpański piłkarz występujący na pozycji środkowego napastnika w angielskim klubie Sunderland.

## Sukcesy
Reprezentacyjne
- Mistrzostwa Europy U-17 w piłce nożnej (3 miejsce): 2023[2]

Indywidualne
- Król strzelców Mistrzostw Europy U-17 2023 (4 gole)